# Vermetus enderi
Vermetus enderi is een slakkensoort uit de familie van de Vermetidae. De wetenschappelijke naam van de soort is voor het eerst geldig gepubliceerd in 2000 door Schiaparelli in Schiaparelli & Metivier.